# Joppa terminalis
Joppa terminalis là một loài tò vò trong họ Ichneumonidae.